# Igor' Presnjakov
Igor' Vital'evič Presnjakov (in russo Игорь Витальевич Пресняков?; Mosca, 8 maggio 1960) è un chitarrista russo.
È noto soprattutto per le sue cover di canzoni di musica popolare.
Nato a Mosca, in Russia, Igor' Presnjakov ha studiato musica classica in una vicina accademia per poi diplomarsi sia come chitarrista che come direttore d'orchestra per ensemble.
Si è trasferito in Olanda per proseguire la sua carriera, che dura da 35 anni. Il suo stile unico di chitarra acustica è influenzato da vari generi musicali da reggae, pop, rock and roll, rhythm and blues, country-western, jazz e heavy metal.
Presnjakov ha attirato una notevole popolarità su YouTube da quando è entrato a far parte della piattaforma di condivisione video nel 2007; i suoi caricamenti sono stati visualizzati più di 300 milioni di volte e hanno attirato più di 2,1 milioni di abbonati.

## Album

### 2010
- Chunky Strings

### 2011
- Acoustic Pop Ballads
- Acoustic Rock Ballads Covers

### 2013
- Iggyfied